# Eva Skogar
Eva Margareta Skogar, född 30 augusti 1945 i Norrbärke, Kopparbergs län, är en svensk tecknare och grafiker.
Hon är dotter till folkskolläraren John Skogar och Inger Löwenadler. Skogar studerade vid Gerlesborgsskolan 1964 och från 1966 vid Valands målarskola i Göteborg. Hon medverkade i utställningen Ung konst på Karlskoga konsthall och Örebro läns höstutställningar på Örebro läns museum, Hallands konstförenings höstsalonger i Halmstad samt Nationalmuseums utställningar Unga tecknare och grafiktriennal. Hennes konst består av figur- och landskapsskildringar i kol eller tusch. Som illustratör illustrerade hon bland annat Ernst Henemans Timglas. Skogar är representerad vid Gustav VI Adolfs samling.